# Carole Labarre
Carole Labarre, née à Pessamit en 1966, est une auteure innu.

## Biographie
Carole Labarre est née en 1966 et a grandi sur le territoire réservé innu de Pessamit. Après avoir vécu dans la vallée de l'Okanagan, en Colombie-Britannique, elle est revenue vivre dans la région Côte-Nord, à Sept-Iles. Elle réside désormais au Lac Saint-Jean, à proximité de la communauté ilnu de Mashteuiatsh.

## Production littéraire
Carole Labarre publie son premier roman, L'or des mélèzes, en 2022 aux éditions Mémoire d'encrier. Le livre reçoit un excellent accueil de la critique et du public. Labarre y raconte des scènes de vie sur la réserve et sur le territoire, au rythme de la rivière Betsiamites. Elle met en exergue l'incroyable résilience de son peuple sans nier les conséquences dévastatrices des politiques autochtones mises en œuvre au Canada. Sans colère, mais avec une grande détermination, elle réaffirme également l'importance du territoire, nutshimit, dans la construction des identités innu,.

## Nominations et distinctions[1]
- Finaliste au Prix littéraire du Gouverneur général 2023, catégorie Roman.
- Finaliste au prix du Rendez-vous du premier roman 2023-2024.
- Lauréate du prix canadien Voix autochtone 2023.
- Lauréate du Prix littéraire Myriam Caron 2023.
- Finaliste au Prix Senghor du 1er roman francophone et francophile 2023.
- Lauréate du Prix d'excellence Arts et culture innus 2023.